# محمد بدوي الديراني
محمد بدوي الديراني (1894- 1967 م)، شيخ الخطاطين في بلاد الشام، له آثار فنية راسخة في سورية والمملكة العربية السعودية، وهو مؤسس المدرسة الشامية في خط التعليق (الفارسي) التي تميزت بتجديد الحروف وتشذيبها، وتنميق القواعد، وإظهار الموازين بدقة عالية والنسب بانسجام فريد.

## ولادته ونشأته
ولِد محمد بدوي الديراني لأُسرة كريمة أصلها من مدينة داريا في غوطة دمشق الغربية (محافظة ريف دمشق)، استوطنت حي الميدان في دمشق. دَرَس علوم القرآن الكريم على في الكتّاب وبدأ يمارس فن الخط وهو في ريعان الشباب. تَعلم على يد الخطاط التركي الشهير يوسف رسّا، الذي جاء إلى دمشق للإشراف على إعادة تأهيل الجامع الأموي بعد تعرضه لحريق كبير سنة 1894. ظلّ مواكباً للرسّا حتى وفاته عام 1915 وانتقل بعدها إلى كنف الخطاط الدمشقي ممدوح الشريف، الذي تتلمذ على يديه في الخط الكوفي والثّلث والرقعة، وعمل تحت إشرافه طوال سبع عشرة سنة. سافر إلى القاهرة وصادق نجيب هواويني، خطاط الملك فاروق، وذهب بعدها إلى الإسكندرية لدراسة الخط المرقوم في مساجدها، وأخيراً حلّ في العراق للاستفادة من تجربة الخطاط المعروف هاشم محمّد البغدادي.

## عمله وآثاره

### في سورية
وضع بدوي الديراني الآيات القرآنية في أهم جوامع العاصمة السورية، منها جامع الروضة في حي الروضة وجامع المنصور في منطقة المجتهد وجامع الدقاق في حي الميدان وجامع المرابط في حي المهاجرين وجامع الفردوس في حي القصاع. وكُلّف بالإشراف على بناء مؤسسة عين الفيجة، وهي من نفائس العمارة الدمشقية، التي وضع على جدرانها الخطوط المحفورة على الرخام والخشب، وعلى جدران المجلس النيابي السوري بعد تدميره خلال العدوان الفرنسي على دمشق سنة 1945. كما خطط كل شهادات المتخرجين من جامعتي دمشق وحلب وله كتابات ولافتات كثيرة ما زالت موجودة حتى اليوم، على أبواب الدور والمتاجر والمكاتب.

### في الخليج العربي
كما وضع الديراني وخلال أدائه فريضة الحج عام 1939 اللوحة الرخامية الموجودة في داخل المسجد النبوي الشريف، والتي كتب عليها بالذهب الآية الكريمة: «يَا أَيُّهَا النَّبِيُّ إِنَّا أَرْسَلْنَاكَ شَاهِدًا وَمُبَشِّرًا وَنَذِيرًا.»  كذلك وضع لوحة للملك عبد العزيز آل سعود، كتب عليها بالذهب أيضاً: «وَيَنصُرَكَ اللَّهُ نَصْرًا عَزِيزًا.» ومن آثاره في البلاد العربية خطّه المرقوم في جامع الخلية السعودية في بيروت، وغرفة تجارة الكويت.

## أسلوبه
أعطى بدوي الديراني الحروف في فنه طابعاً دمشقياً، منطلقاً من البساطة والوضوح مبتعداً عن التنافر والمبالغة، متجاوزاً القاعدة لسلامة التذوق. ففي لوحات التعليق للديراني يتجلى التناسق والشفافية ضمن مناخ من الجلال والنضرة، إذ فصل بين الحروف الصغيرة وجانسها مع الحروف الكبيرة، فابتعد عن صرامة الخطاطين التقليديين والتزامهم بالقواعد، وطوّر في حروف: «الواو - والراء - والحاء – والهاء» فاتضحت وتقاربت مع بقية الحروف، وأطال في وزن بعضها، وجعل كؤوس النون والقاف والسين والشين في تناغم رسّخ الأسس لأسلوب دمشقي في خط التعليق. وهو إلى جانب ذلك، ابتدع قواعد جديدة مستحدثة لحرف الميم الموصول مع الراء، وحدد حرف الهاء الصعب رسماً وخطاً، فهندسه وبسّطه ووضحه وبلغ في تطويره قمة الإبداع.

## تلامذته
درّس بدوي عدداً كبيراً من التلاميذ، وتأثر بأسلوبه عدد لا يُحصى من خطاطي العالم الإسلامي، فكان من تلامذته الخطاط محمود الهواري الذي لازمه حتى نهاية حياته، تلميذاً ومساعداً ومنفذاً لكثير من أعماله بأمانة نادرة، إضافة إلى خطاطين آخرين مثل الملحن زهير منيني، وعبد الرزاق قصيباتي، وأحمد الباري، وأحمد المفتي، والشيخ عفيف طبارة. أما تلامذته من المشاهير فكان منهم الشاعر نزار قباني، والمحامي نجاة قصاب حسن والأديب شاكر مصطفى والإعلامي ياسر المالح وخطاط المصاحف عثمان طه.

## تكريمه
وقد منحه رئيس الدولة نور الدين الأتاسي وسام الاستحاق السوري بعد وفاته في 28 تشرين الأول 1968. كما أقامت مديرية الفنون الجميلة في الذكرى الأولى لوفاته معرضاً في متحف دمشق الوطني افتتح مساء يوم الاثنين 23 أيلول 1968. وقد ضم ذلك المعرض جناحاً خاصاً بالخطاطين السوريين المعاصرين، ثم نقل المعرض نفسه إلى مدينة حلب واستمر عرضه فيها أسبوعين.

## وفاته

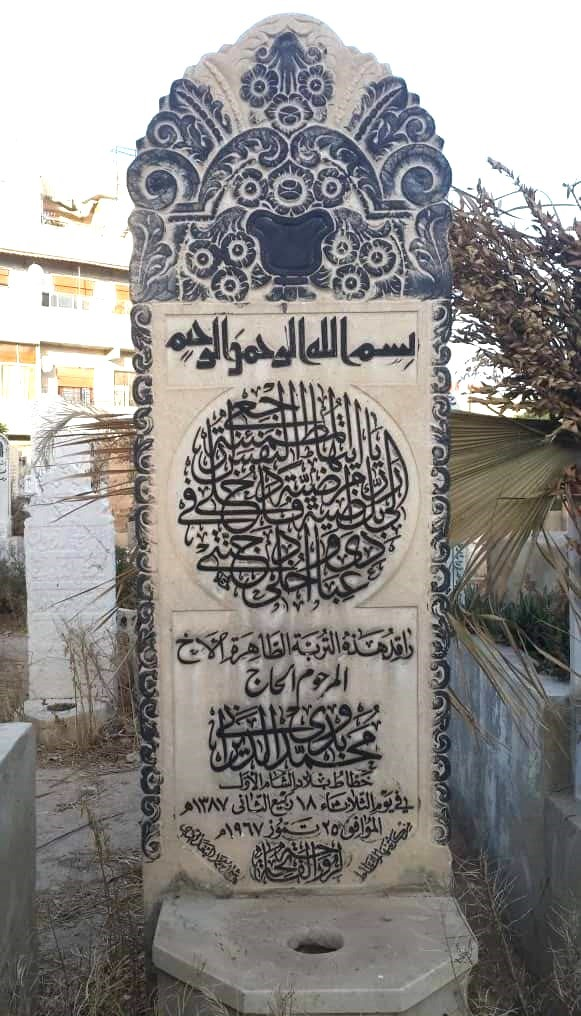
صورة قبر خطَّاط بلاد الشام بدوي الديراني

توفي بدوي الديراني في دمشق يوم الثلاثاء 18 ربيع الآخر 1387هـ الموافق 25 يوليو (تموز) 1967م، وهو في طور العمل على مسجد العثمان في حي المزرعة بدمشق، وكان قد أنجز ستة وعشرين متراً نُفِّذت بالفسيفساء فوق المحراب. وكان عقد النيّة على أن ينسخ القرآن الكريم بخطه، ولكنه لم ينجز منه سوى ثلاثين صفحة من سورة البقرة، وهذه الصفحات محفوظة عند تلميذه المجاز منه الخطاط محمد الهواري. تولى الخطاط العراقي هاشم محمّد البغدادي كتابة شاهدة قبره، وقال: «إن بدوي أستاذ كبير، سِحره في التناسب لا يدانيه خطاط في عالمنا الكبير، طبع شاميّته على خطه، وانتقى لنفسه منهجاً تميز به عن الفُرس».